# لوئیس لوپز (بازیکن فوتبال، زاده ۱۹۷۹)
لوئیس لوپز (انگلیسی: Luis López؛ زادهٔ ۱۶ اوت ۱۹۷۹) بازیکن فوتبال اهل آرژانتین است.